# مشط القدم

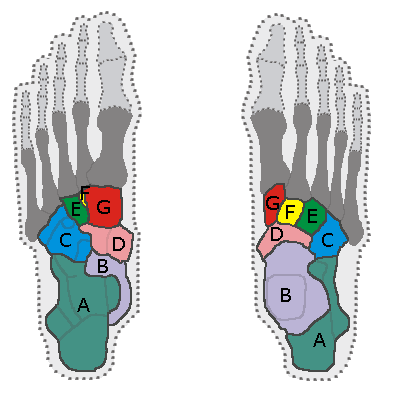
عظام الرصغ.
الرسم إلى اليمين نظرة من أعلى القدم، والرسم إلى اليسار نظرة من أسفل القدم :
A- عظم العقب (Calcaneus).
B- عظم الكاحل (Talus bone).
C- العظم النردي (Cuboid bone).
D- العظم الزورقي (Navicular bone).
E- عظم إسفيني وحشي (Lateral cuneiform bone).
F- عظم إسفيني أوسط (Intermediate cuneiform bone).
G- عظم إسفيني إنسي (Medial cuneiform bone).
- العظام المبيّنة باللون الرمادي الداكن (الغامق) هي عظام مشط القدم (Metatarsal bones).
- العظام المبيّنة باللون الرمادي الفاتح هي سُّلاَمَيات القدم (Phalanges of the foot).

مُشْط القدم مجموعةٌ من خمسة عظام طويلة في قدم الإنسان، تصل عظامَ الرُّصْغ بعظام سُلَامَيَات القدم. تُرَقَّم عظام مُشط القدم من الجانب الإنسي (جانب إصبع القدم الكبير): مشط القدم الأول، والثاني، والثالث، والرابع، والخامس (ترقم بالأرقام الرومانية غالبًا). عظام مشط القدم تُماثل عظام المشط في اليد. أطول عظام مشط القدم في الإنسان هي بترتيب تنازلي: الثاني، والثالث، والرابع، والخامس، والأول.

## البنية
مشط القدم عظامٌ طويلةٌ محدبة ظهريًا، وهي: عمود أو جسم، وقاعدة (قريبة)، ورأس (بعيده). الجسم موشوري الشكل، يتناقص تدريجيًا من الرُصْغ إلى سُلامَيَات القدم، منحنٍ طوليًا، فهو أسفلُه مقعر، وأعلاهُ محدبٌ قليلاً. القاعدة أو الطرف الخلفي على شكل إسفين، ويتصل بقُربٍ بعظام الرُصْغ، ومن جوانبه بعظام مشط القدم المتجاورة: أسطحه الظهرية والأخمصية خشنة لاتصال الأربطة. والرأس أو الطرف البعيد سطحٌ مَفصِليٌّ محدبٌ، مستطيلٌ من الأعلى إلى الأسفل، يمتد من الخلف إلى أسفل أكثر من الأعلى. جوانبها مفلطحة، وعلى كل منها مُنخفَض، تعلوه حُديبة؛ لاتصال الأربطة. سطحه الأخمَصي محفور أمامي خلفي لمرور الأوتار، ومميز على الجانبين كليهما ببروز مفصلي متصل بالسطح المَفصِلي النهائي.
وفي أثناء النمو، توجد صفيحة النمو بعيدًا عن مشط القدم، باستثناء مشط القدم الأول فهو قريب. إلَّا أنَّه شائع جدًا وجود صفيحة نمو إضافية على مشط القدم الأول البعيد.

### المفاصل
تتمفصل قاعدة كل عظم مشط مع واحد أو أكثر من عظام رسغ عند مفاصل رصغ الفخذ، والرأس مع أحد الصف الأول من الكتائب عند المفاصل المشطية السلامية. تتجلى قواعدها أيضًا مع بعضها البعض عند المفاصل بين المشط.
- يتمفصل المشط الأول مع العظام الإسفينية الإنسيّة، وإلى حدٍّ ما مع العظام الإسفينية الوسيطة.
- الثاني مع جميع العظام الإسفينية الثلاثة.
- الثالث مع العظام الإسفينية الجانبية.
- الرابع مع العظام الإسفينية الجانبية والمكعبة.
- الخامس مع متوازي المستطيلات.

## الأهمية السريرية

عظام القدم اليمنى. السطح الظهري. مشط القدم مبين باللون الأصفر. (المصطلحات باللاتينية)

### الإصابات
غالبًا ما يتم كسر عظام مشط القدم من قبل لاعبي كرة القدم. تُعزى هذه الحالات وغيرها من الحالات الحديثة إلى التصميم الخفيف الوزن لأحذية كرة القدم الحديثة، والتي توفر حماية أقل للقدم. في عام 2010، بدأ بعض لاعبي كرة القدم في اختبار جورب جديد يحتوي على وسادة سيليكون مطاطية على القدم لتوفير الحماية لأعلى القدم. يُعتقد أن كسور الإجهاد مسؤولة عن 16٪ من الإصابات المتعلقة بالمشاركة الرياضية، ومشط القدم هي العظام الأكثر إصابة. تسمى هذه الكسور أحيانًا بكسور المسيرة، بناءً على ارتباطها التقليدي بالمجندين العسكريين بعد مسيرات طويلة. يتم إصلاح المشط الثاني والثالث أثناء المشي، وبالتالي فإن هذه المشط هي مواقع شائعة للإصابة. قد يتم كسر مشط القدم الخامس إذا تم رفع مستوى القدم أثناء الحركة.
يمكن توفير الحماية من الإصابات عن طريق استخدام أحذية الأمان التي يمكن أن تستخدم واقيات مشط القدم المدمجة أو القابلة للإزالة.

## معرض صور

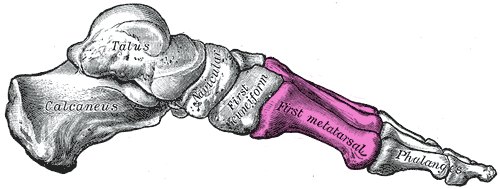
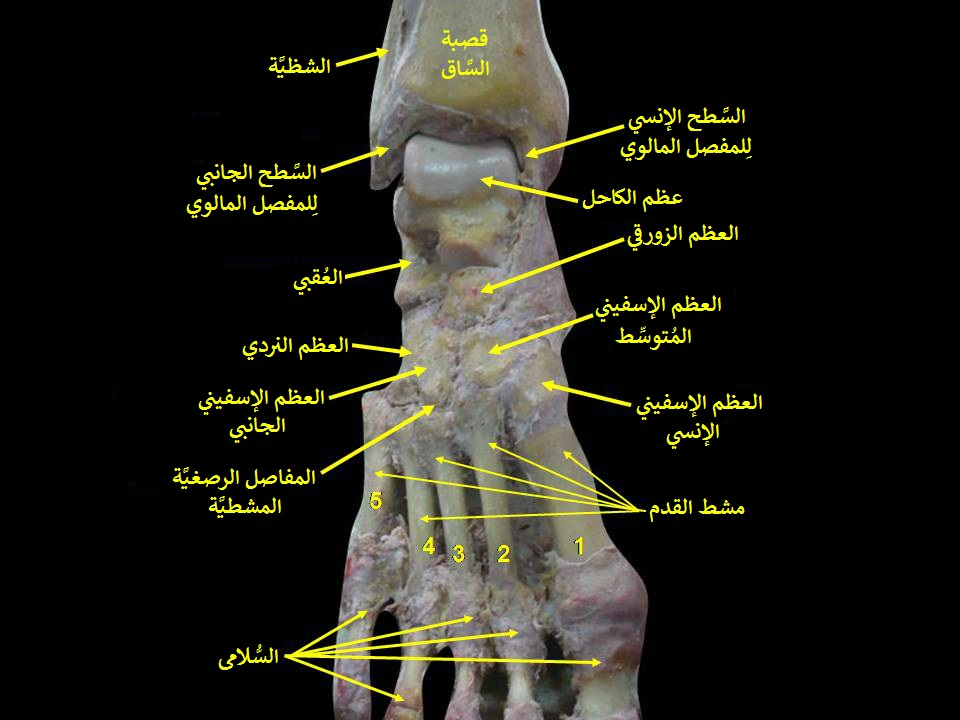
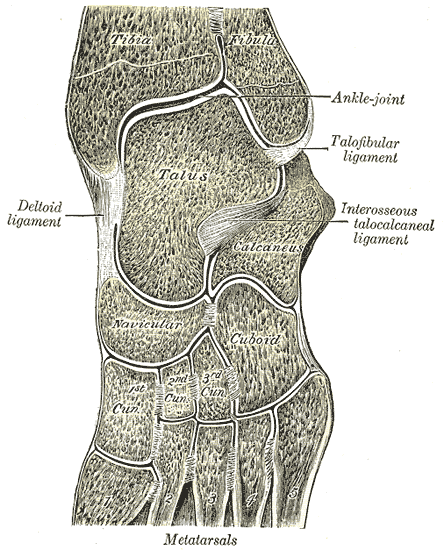
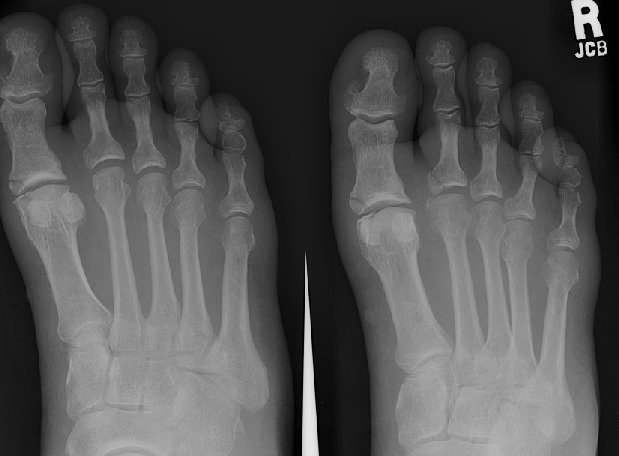
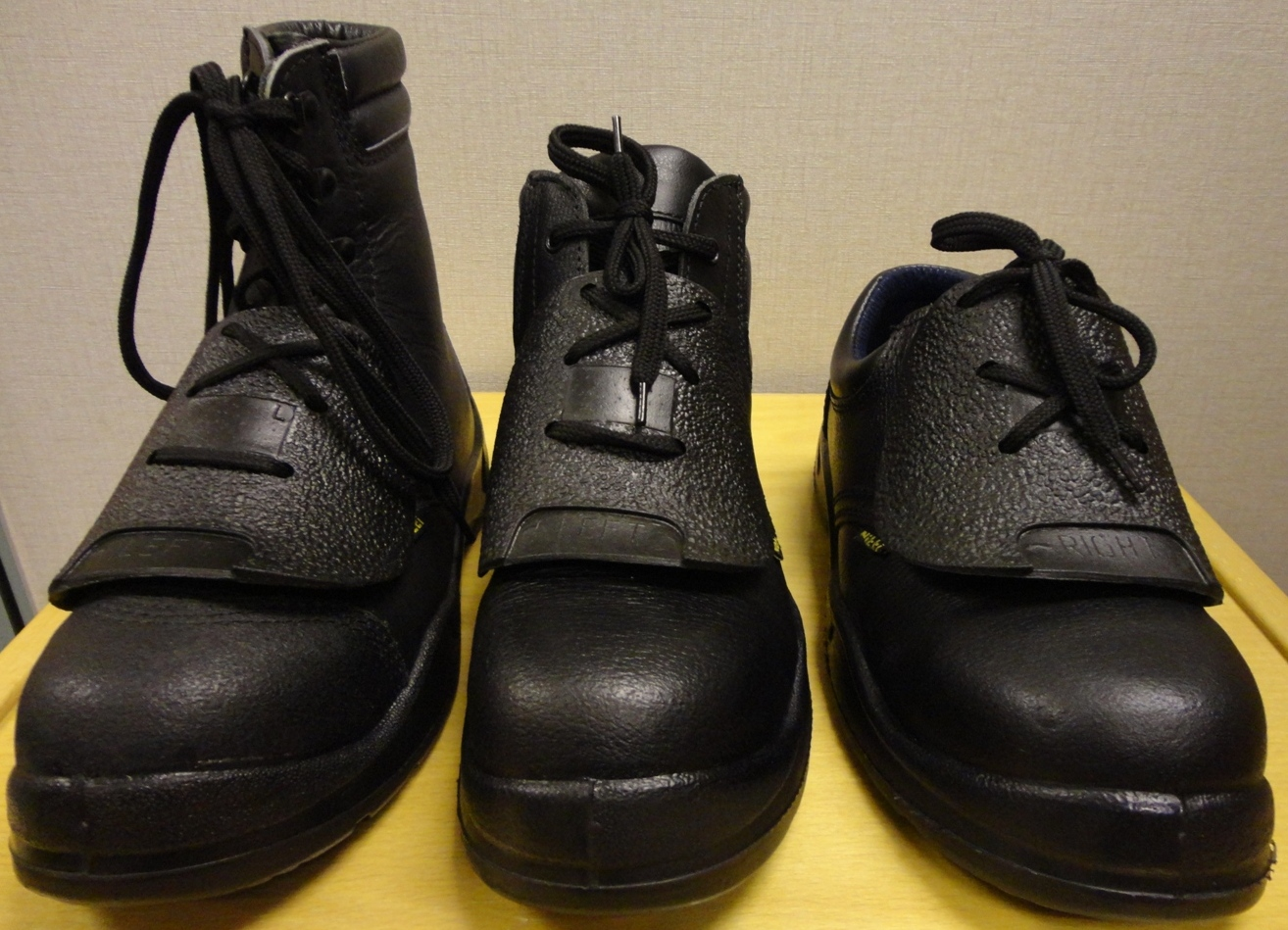

## روابط خارجية
- فيديو تشريح عظام مشط القدم